# 心跳魔女神判！
《心跳魔女神判！》（日語：どきどき魔女神判！）是SNK Playmore於2007年7月5日在任天堂DS平台發售的冒險遊戲。以「色色的玩法」為賣點。續篇《心跳魔女神判！2》於2008年7月31日發售。第三部以1代為重製作品《心跳魔女神判PLUS》则於2009年7月30日發售。
原定標題為《心跳魔女裁判！》（きどき魔女裁判！），後來才改為現在標題。

## 遊戲簡介
故事主要為不良少年西村惡兒被天使露露拜託，要找出在隱藏在星嶺鷹守學園（せいれいたかがみがくえん）的魔女。然而，魔女和普通人類在外貌上沒有甚麼分別，但當魔女在臉紅心跳的時候身體上就會浮現出紋章。主角要想盡辦法接近目標，並在她臉紅心跳時觸摸身體而分辨是否魔女。

## 遊戲系統
平時是處於冒險模式，發現有魔女嫌疑的目標則會轉移到「魔女檢查模式」，邊用NDS的觸控筆碰觸身體邊對目標質問。但當目標有反抗的話會轉為「魔法戰鬥模式」，勝利後轉為「魔女檢查模式」，另外，可命令曾打敗的魔女嫌疑者協助戰鬥。

## 「色色的遊戲」
正因為「碰觸身體」這特別的系統頗有十八禁遊戲的影子，不論日本國內國外，這遊戲也被評為「色色的遊戲」。而且第一版遊戲官方網站 （页面存档备份，存于）的首頁亦貌像含有不良資訊網站的年齡確認頁面（但實際上只是問瀏覽者「是否壞人」）。另外，此作的廣告亦有十分誇張的乳搖，然而實際進行遊戲中想享受乳搖功能是一項高難度作業，好感度不達至最高是沒法啟動此功能的。

## 人物介紹
西村惡兒（CV：尾崎未來）
遊戲主角（玩家）。星嶺鷹守學園中等部學生，志願是做個「超壞」的人。但在某一天，被天使露露威脅要幫忙尋找魔女，否則會被她變為「善人」。在迫不得已的情況下服從她。
露露（CV：園田ひろこ）
性格腹黑（笑裡藏刀）的見習天使。某一天被大天使命令到人間尋找魔女，從而威脅要惡事幫忙。
主角西村 惡兒（玩家）初期拍檔，能使出天使劍攻擊，可以作出物理性傷害或把魔法彈打回頭，另外蓄力後也可以施展遠距離攻擊。

### 魔女嫌疑者
赤井魔穗（CV：佐藤まさみ）
14歲的雙馬尾女孩。啦啦隊成員，喜歡幫助有困難的人。有二段變身能力，平時為蘿莉外表，可以變成巨乳啦啦隊少女。第一話的攻略對象，以魔術球作出攻擊。
以露露直覺判斷魔女的可能性為50%。
魔女印記在右大腿，成為玩家一方後可以放出魔術球作遠距離攻擊。
安倍瑪利亞（CV：上田真紗子）
14歲，戴眼鏡。喜歡研究神秘現象和閱讀月刊《NU-》，是神秘現象研究俱樂部的成員。第二話的攻略目標，是主角同級的委員長，相信世上存在著惡兒所說的魔女，但是並非魔女，所以沒有魔女印記。
以露露直覺判斷魔女的可能性為80%。
主要使用盛有化學物質的藥瓶子作出攻擊，以及用人牌掩護。成為玩家一方後可以扔出阻礙對手行動的化學藥瓶。
小田蓮華（CV：後藤恵梨子）
喜歡玩懷舊遊戲的13歲女孩。寶物是FC遊戲機的《Athena》，經常帶著一部NGP的舊式遊戲機。在露露的直覺中嫌疑最低。第三話攻略對象，不過只會瞬間轉移，戰鬥能力低下。
以露露直覺判斷魔女的可能性為30%。
魔女印記在額頭，成為玩家一方後會提供防禦牆，能把魔術球之類的攻擊絕對反彈。
御堂菖蒲（CV：壹智村小真）
神社中15歲的巫女，也是獨生女，為了保持自身的靈力所以不太多與他人交談。第四話攻略目標，與主角同級，放學後會在女僕咖啡店工作。戰鬥力略高，會以封印符防衛及召喚式神吐火球攻擊。
以露露直覺判斷魔女的可能性為45%。
魔女印記在左肩，成為玩家一方後可召喚式神施放連鎖火球。
望月優馬（CV：坂田有希）
13歲的病弱少年。雖然外表看似女生而被懷疑是魔女，但其實是個男孩。非常直率，凡事思索得太深太認真的男孩子，身子虛弱所以經常受傷到醫院去。第五話攻略目標，具有變成狼男的能力，戰鬥時也是以爪攻。
以露露直覺判斷魔女的可能性為40%。
印記於左腰，加入玩家一方後可使出狼爪攻擊。
绵引梅莉（CV：坂田有希）
總是穿著兔子布偶衣的12歲怪女孩。布偶衣研究會成員。經常穿著兔布偶衣的女生，平時性格悠閒自在，但是她發怒的時候會發生可怕的事情。個性腹黑，很難相處，所以周圍的人都格外小心地對待她。
以露露直覺判斷魔女的可能性為70%。
印記於腹部，加入玩家一方後可使出隕石攻擊及分身兔子防禦。
聖夜伊芙（CV：伊藤葉純）
23歲。雖然是校醫，但也可以隨時代替其他老師授課。身材惹火，但毫無自覺。雖然在校任職時間不長，但在校內威望很高，在學生中的人氣也很高。真實身份為熾天使聖夜諾艾爾的姊姊。
以露露直覺判斷魔女的可能性為99%。
印記在左胸，加入玩家一方後可使出閃電攻擊。
聖夜諾艾爾（CV：伊藤葉純）
年齡不詳，遊戲最後Boss，平常偽裝成圖書館管理員潛伏在學校，真實身份為最高級的熾天使。
與姐姐聖夜伊芙個性完全相反，非常傲慢，對於違反圖書館守則的學生絕不手軟。
似乎對姐姐抱有特殊感情。

### 其他
逆熊猫
身體上黑白的地方熊貓相反的怪熊貓，與魔穗相熟。
紫仔緣
啦啦隊成員。與惡兒、瑪利亞是同班同學
代千千代
啦啦隊成員。稱呼惡兒為「跟蹤狂前輩」

## 漫畫
秋田書店《CHAMPION RED》2007年9月號（2007年7月19日）發售）開始連載。八神健繪畫。
- どきどき魔女神判!

1. ISBN 9784253232128
2. ISBN 9784253232135

- どきどき魔女神判2 DUO

1. ISBN 9784253234412
2. ISBN 9784253234429

## 相關產品

心跳魔女神判！的fanbook

- （48頁，2007年7月5日發售，ISBN 4797343478、ISBN 978-4797343472）
- 心跳魔女神判！原聲帶（2007年7月25日發售）

## 外部連結
- （日語）（中文）（英文）遊戲官方網站 （页面存档备份，存于） - 日文以外的語言版本的翻譯接近機器翻譯，例如英文版的「Are you bad person?」，正確是「Are you a bad person?」。
- （日語）Fanbook資料
- （日語）心跳魔女神判！Wiki